# Karl Müller (peintre)
Pour les articles homonymes, voir Karl Müller et Müller.
Karl Müller (né le 29 octobre 1818 à Darmstadt, mort le 15 août 1893 à Bad Neuenahr) est un peintre hessois.

## Biographie
Karl Müller est le fils du peintre et conservateur Franz Hubert Müller. Comme ses frères aînés Andreas et Constantin, après une formation avec son père, il va à l'académie des beaux-arts de Düsseldorf à partir de 1835. Après des premières leçons avec Karl Ferdinand Sohn, il a pour professeur Wilhelm von Schadow en 1836. Il est aussi son professeur de maîtrise en 1849-1850. En 1839, il part en voyage en Italie avec Franz Ittenbach, accompagné de Schadow, pour étudier la fresque du Quattrocento. De 1840 à 1842, il vit à Rome, où il rencontre notamment Peter von Cornelius et Johann Friedrich Overbeck. De là, il effectue des voyages d'études en Toscane et en Ombrie. Au printemps 1843, il étudie les fresques monumentales de Cornelius dans l'église Saint-Louis de Munich. 

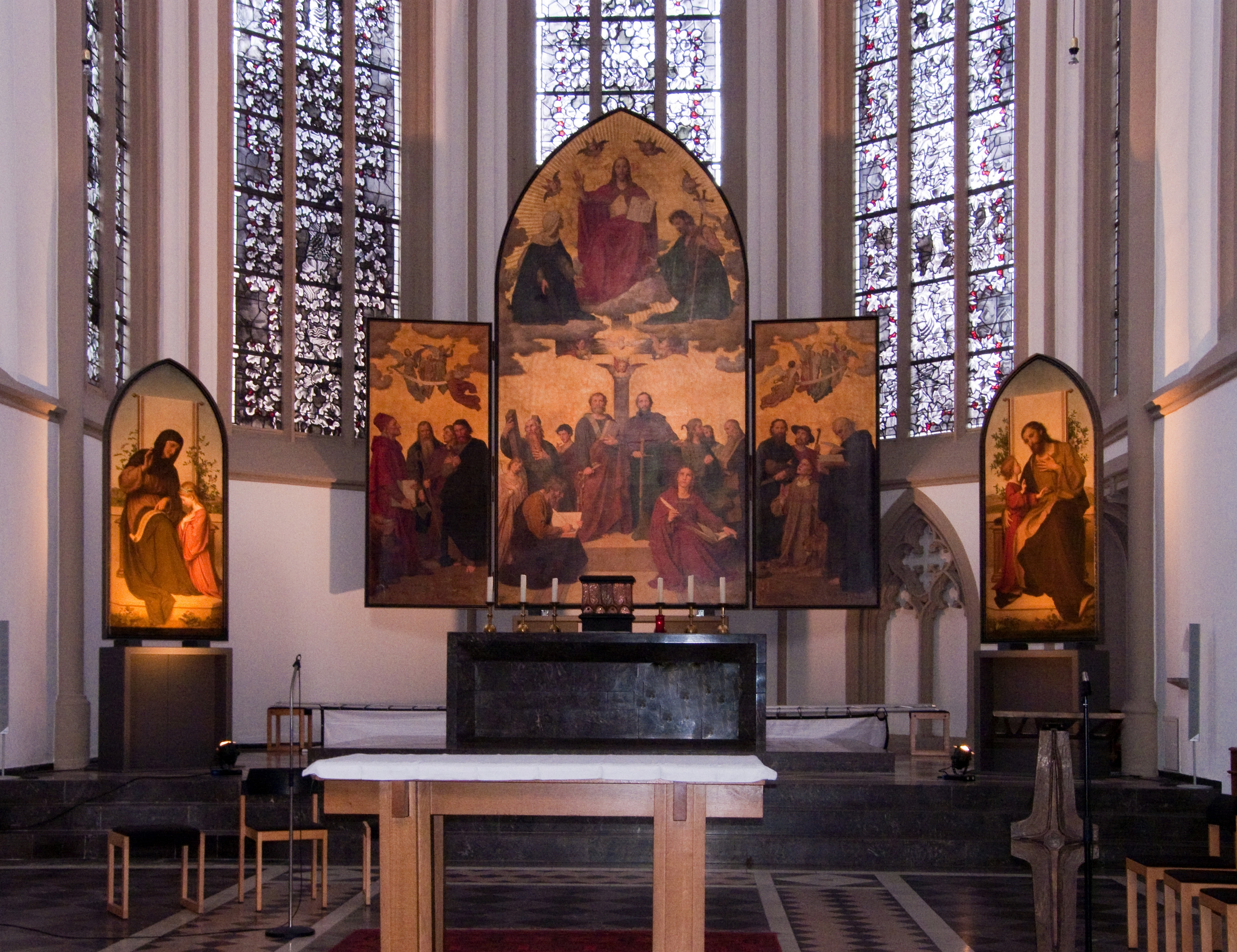
Retable de l'.

De 1844 à 1850, il travaille avec Ernst Deger, Ittenbach et son frère Andreas sur la peinture de l'église Saint-Apollinaire de Remagen, une œuvre majeure de la peinture nazaréenne tardive de l'école de Düsseldorf. En 1857, Müller devient professeur de peinture d'histoire à l'académie de Düsseldorf et membre du conseil de surveillance de l'association d'art pour la Rhénanie et Westphalie (de). Müller est engagé pour peindre la basilique Notre-Dame-de-la-Garde à Marseille, un travail qui devait durer dix ans mais le contrat est rompu en 1862 en raison de problèmes financiers. Avec Karl Woermann, Müller représente l'académie de Düsseldorf en 1877 lors de l'inauguration du nouveau bâtiment de l'académie des beaux-arts de Vienne. De 1883 à 1893, Müller reprend la direction de l'académie des beaux-arts de Düsseldorf à Hermann Wislicenus après que des différends sur sa personne eurent surgi. Aussi jusqu'en 1893, il est responsable de la « Salle Antique » à l'académie.